# Tronie (schilderkunst)
In de schilderkunst van 1500 tot 1700 was een tronie een  portretstudie van een naamloos model.
Het woord tronie betekent "kop" of "gezicht". Het stamt uit het Middelnederlands, troongie of trongie, en is ontleend aan het Franse trogne. Hoewel het woord tronie in de kunstwereld een internationaal begrip is geworden voor Nederlandse schilderijen uit de Gouden Eeuw, stamt het genre waarschijnlijk uit Italië en kwam via Antwerpen naar de Noordelijke Nederlanden.
Tronies (of karakterkoppen) geven het gezicht van een anoniem model in buste-formaat weer  voor een neutrale achtergrond.
Het waren voorbereidende oefeningen in het uitbeelden van leeftijd, aanzicht, karakter, aankleding of stemming, en werden meestal niet in opdracht vervaardigd. Tronies kunnen een grote zeggingskracht en artistieke vaardigheid van de kunstenaar tonen. De herkenbaarheid van het model is ondergeschikt aan de uitbeelding van het uiterlijk. Hoewel tronies oefeningen waren, werden ze toch als zelfstandige kunstwerken verkocht. In de Gouden Eeuw was er een levendige markt voor tronies.
Onder kunsthistorici bestaat discussie of een tronie een genre is.

Voorbeelden van tronies
Johannes Vermeer, Meisje met de parel
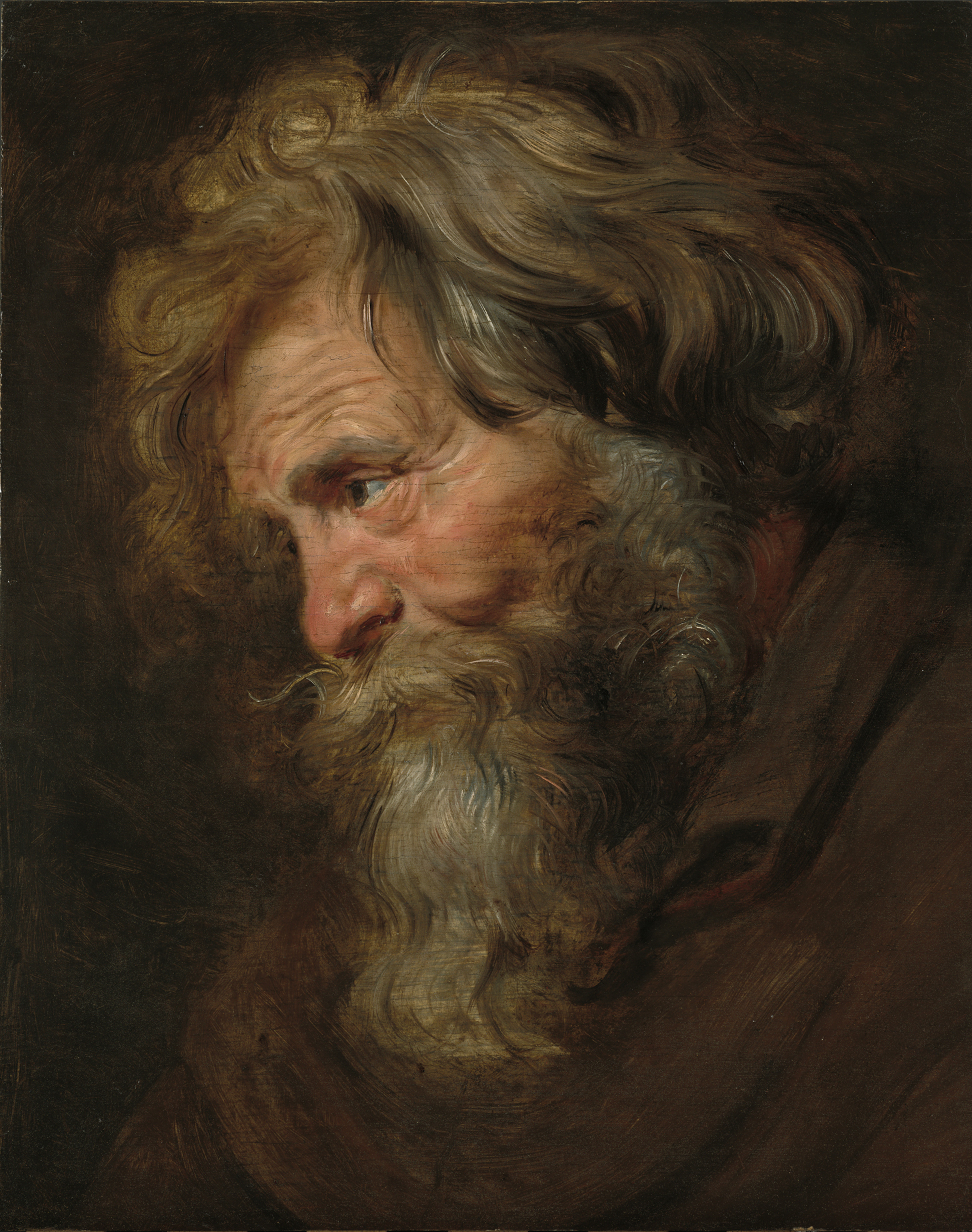
Peter Paul Rubens, Oude man
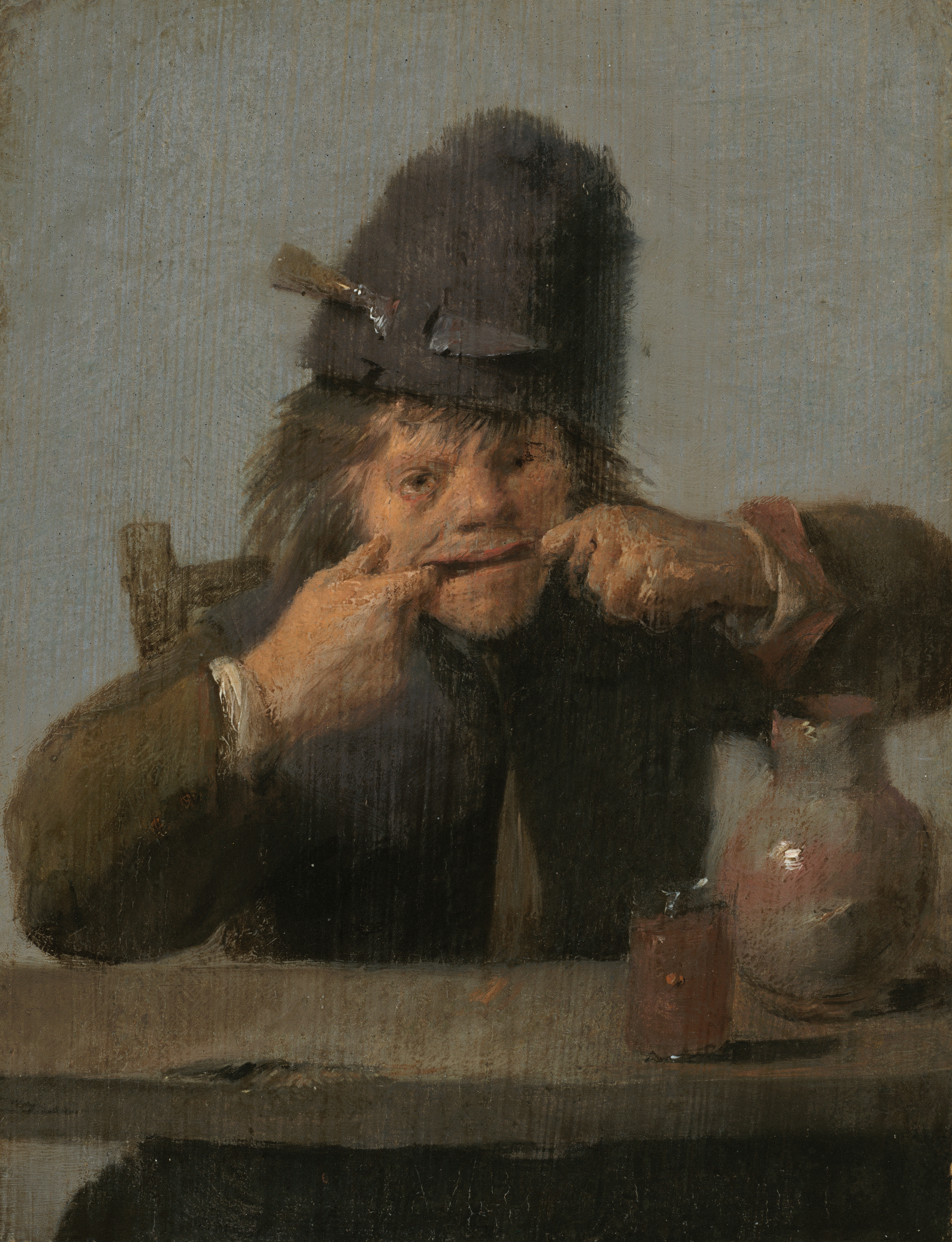
Adriaen Brouwer, Gekke bekken trekken
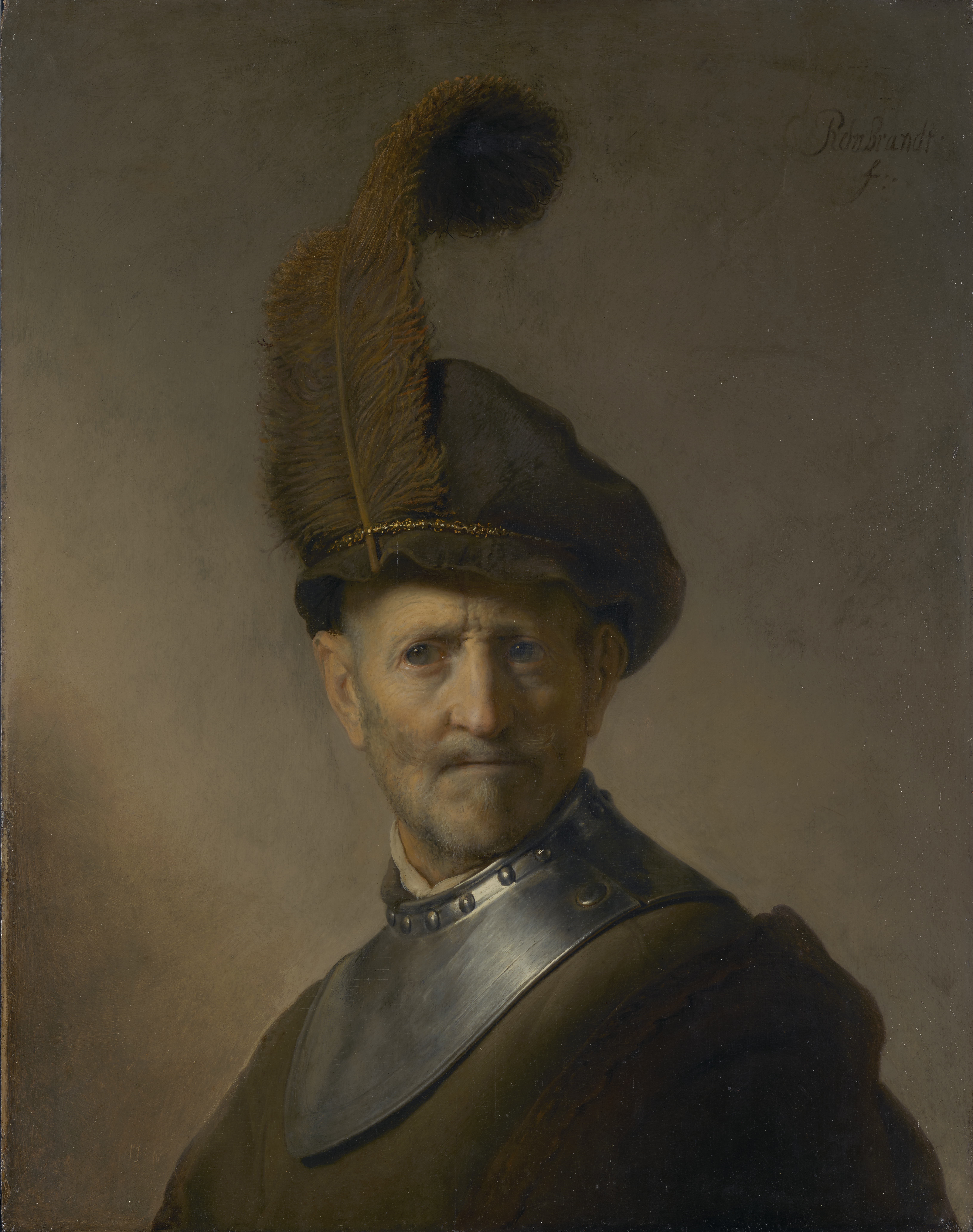
Rembrandt van Rijn, Oude man in een militair kostuum
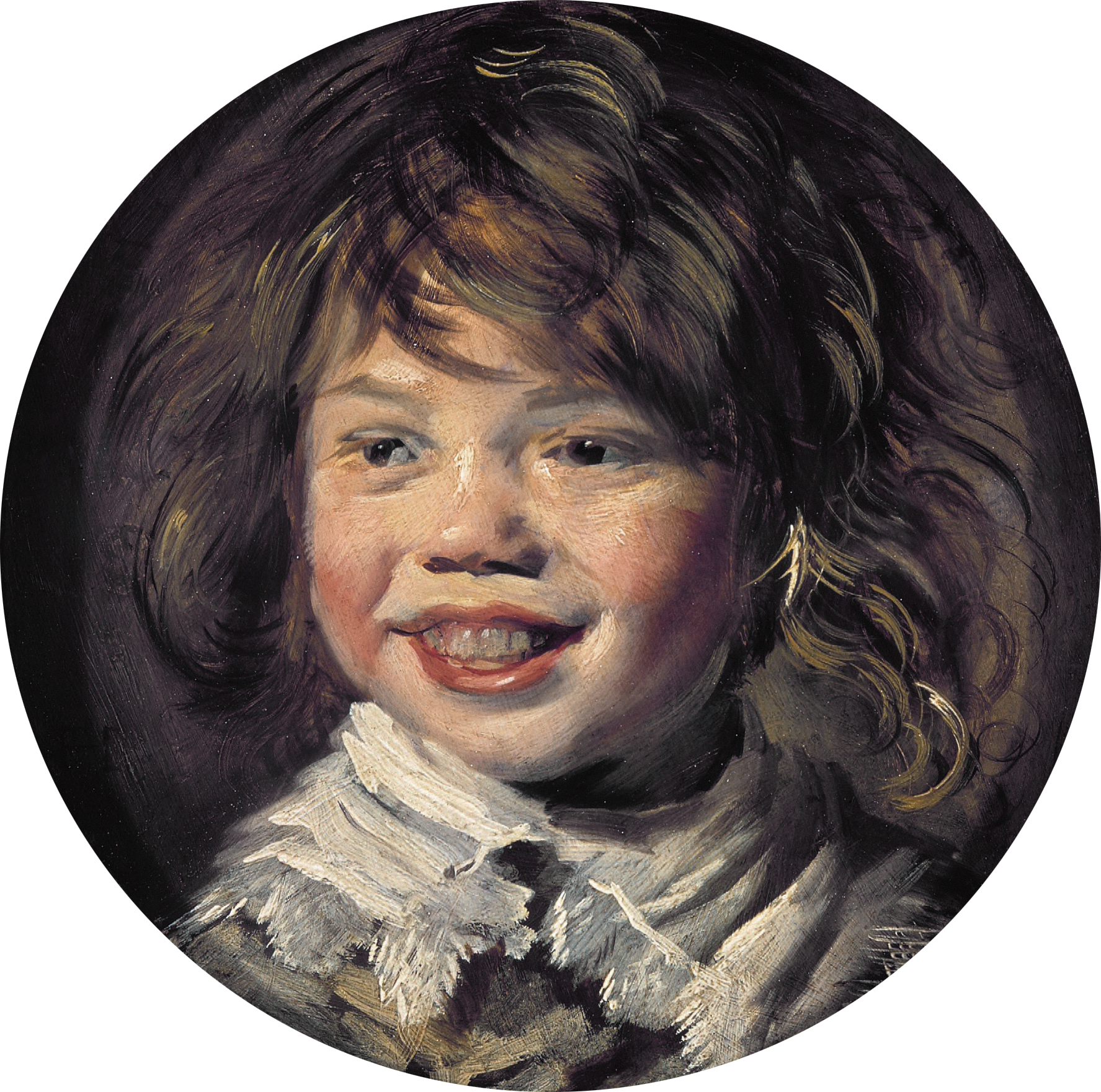
Frans Hals, Lachende jongen
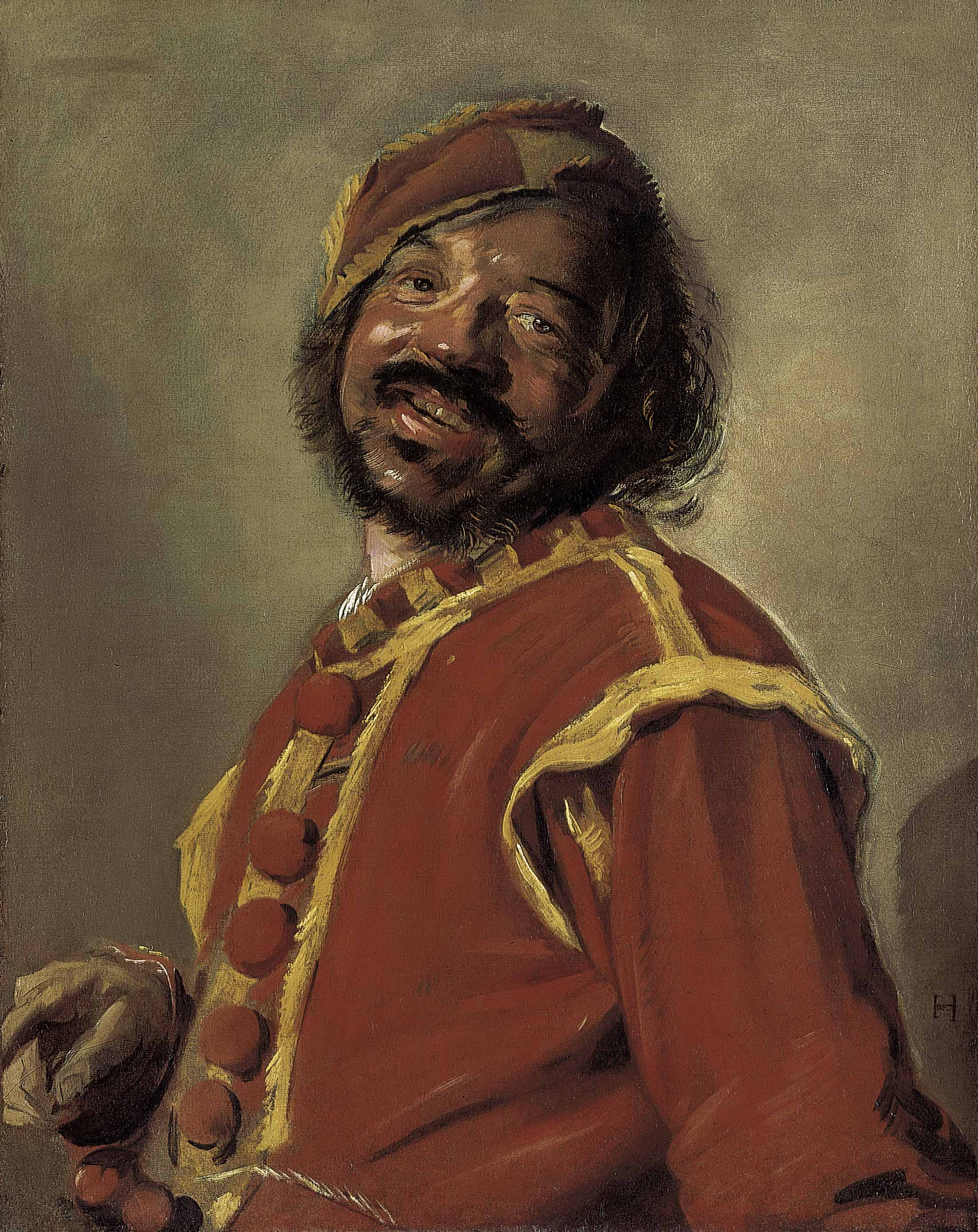
Frans Hals, De 'mulat' (Peeckelhaering)